# Unión Rusa de Ingenieros
La Unión Rusa de los Ingenieros (URI) (ruso: Российский союз инженеров) - es la organización no gubernamental de toda Rusia, que une los ingenieros, los mecanos, los constructores, los inventores, los racionalizadores, los investigadores, los empleados científicos y científico-técnicos, los managers y los dirigentes de las empresas de la producción industrial y la construcción.
La Unión Rusa de los Ingenieros es por completo la organización apolítica y persigue, en primer lugar, los objetivos de la generalización y el avance de los intereses de la comunidad científicamente de ingeniería de Rusia.
La Unión Rusa de los Ingenieros era registrada el 11 de enero de 2011 por el Ministerio de Justicia de Rusia, sin embargo la idea de la consolidación de la comunidad científicamente de ingeniería bajo la égida de la organización social ha nacido todavía a mediados de 90 años del siglo ХХ, en condiciones de la necesidad de la interacción de los cuadros científicos y de ingeniería.
A partir del 1 de octubre de 2013, la Unión Rusa de los Ingenieros cuenta con 42 secciones regionales, en las regiones mayores del país. El número total de los miembros de la Unión cuenta más de 2000 personas y más de 30 000 partidarios, que apoyan la actividad principal de URI.

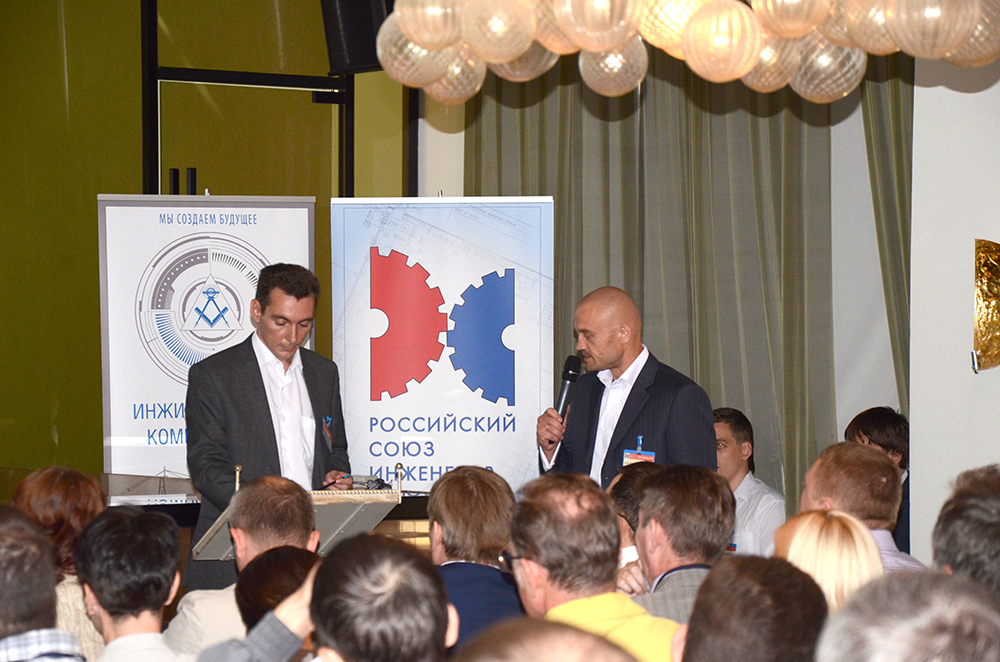
En el seminario de la Unión Rusa de los Ingenieros actúan los representantes [http://ik2k.ru/en/ la Compañía De ingeniería "2К"

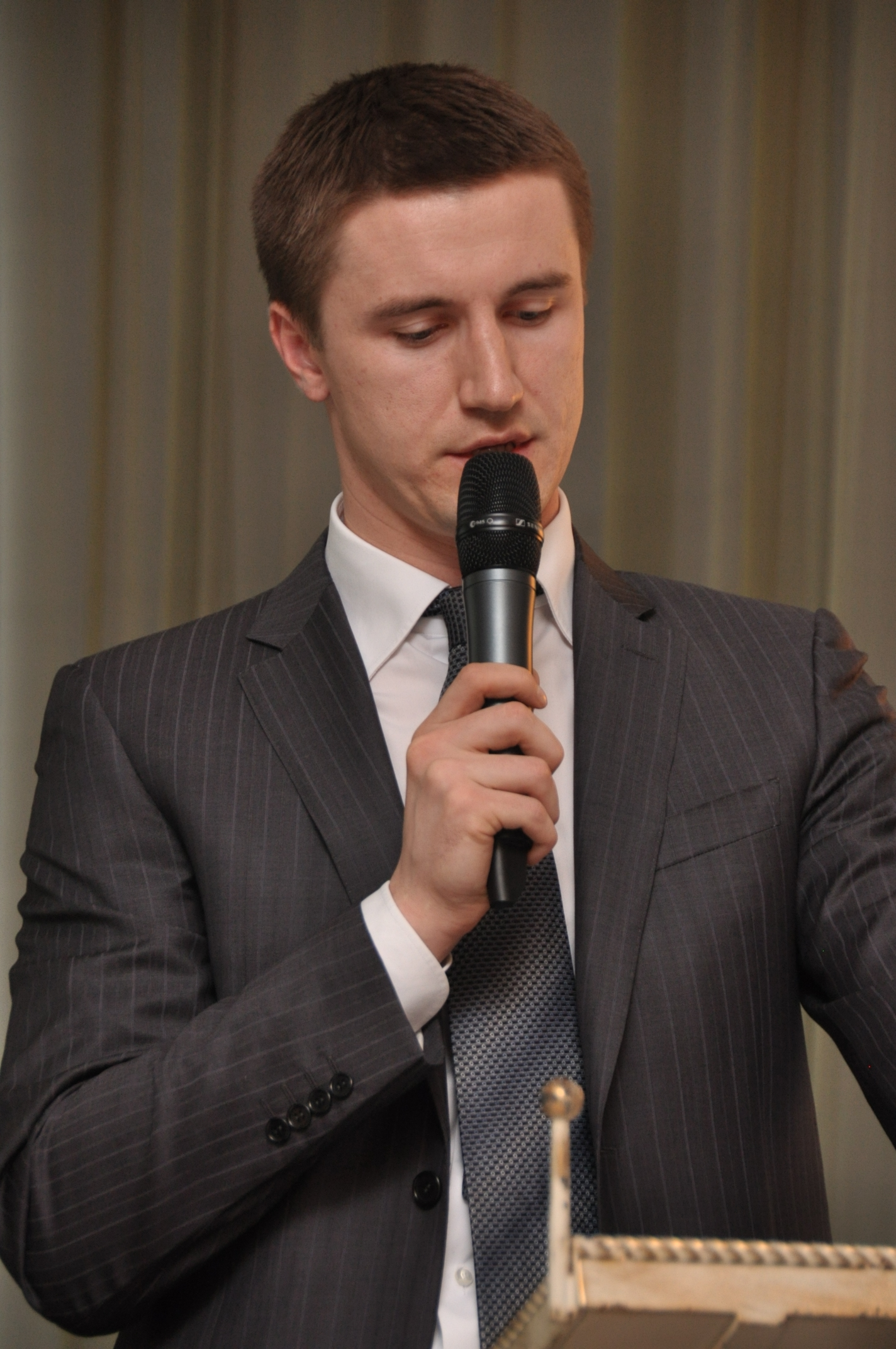
El representante de la oficina Vnesheconombank De Moscú se comunica con los representantes de URI

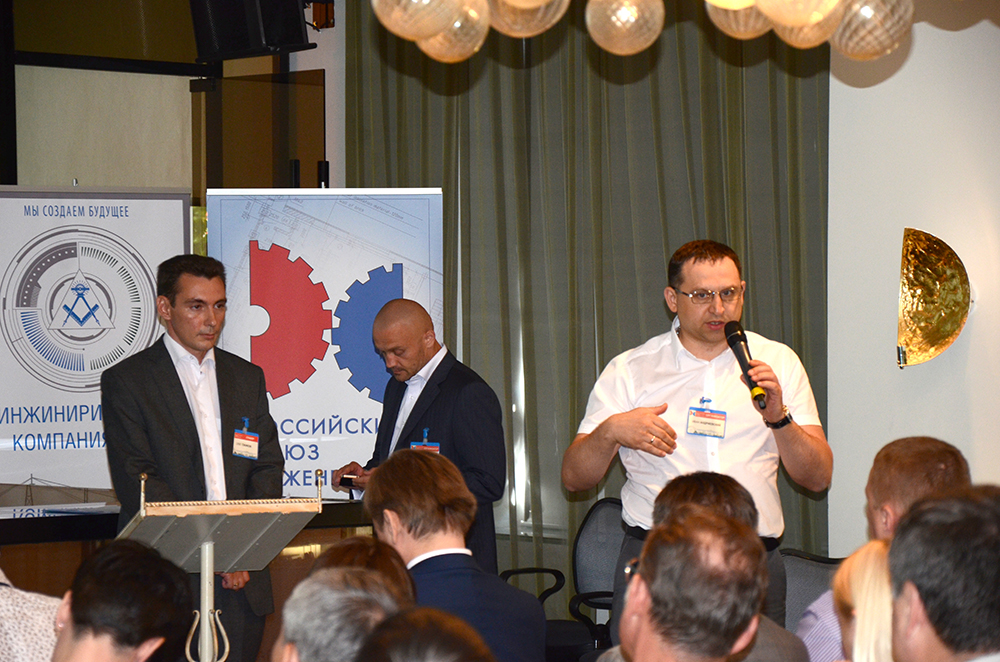
En el seminario de la Unión Rusa de los Ingenieros actúan los representantes [http://ik2k.ru/en/ la Compañía De ingeniería "2К"

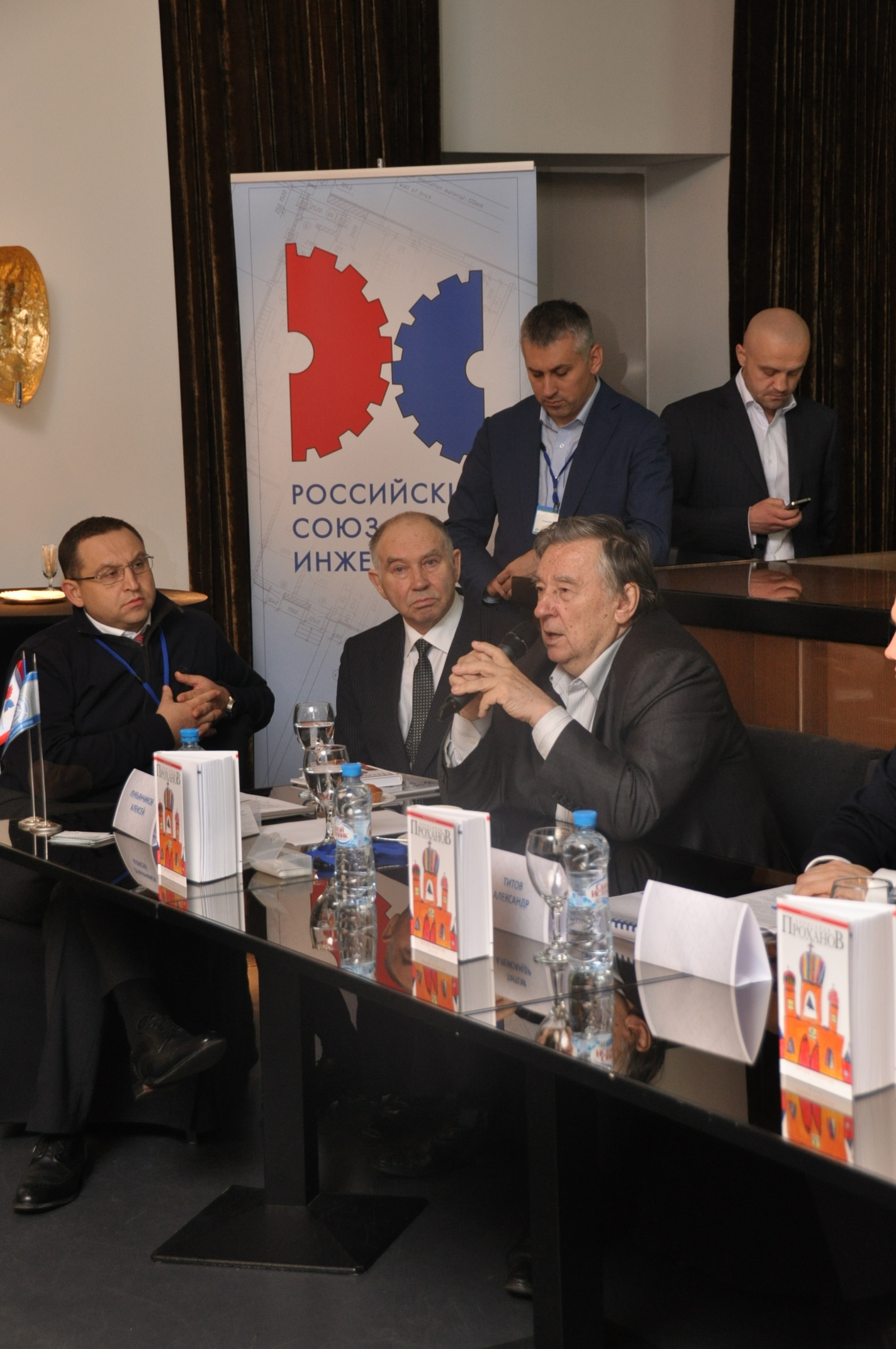
A.A. Prohanov habla a los participantes del seminario

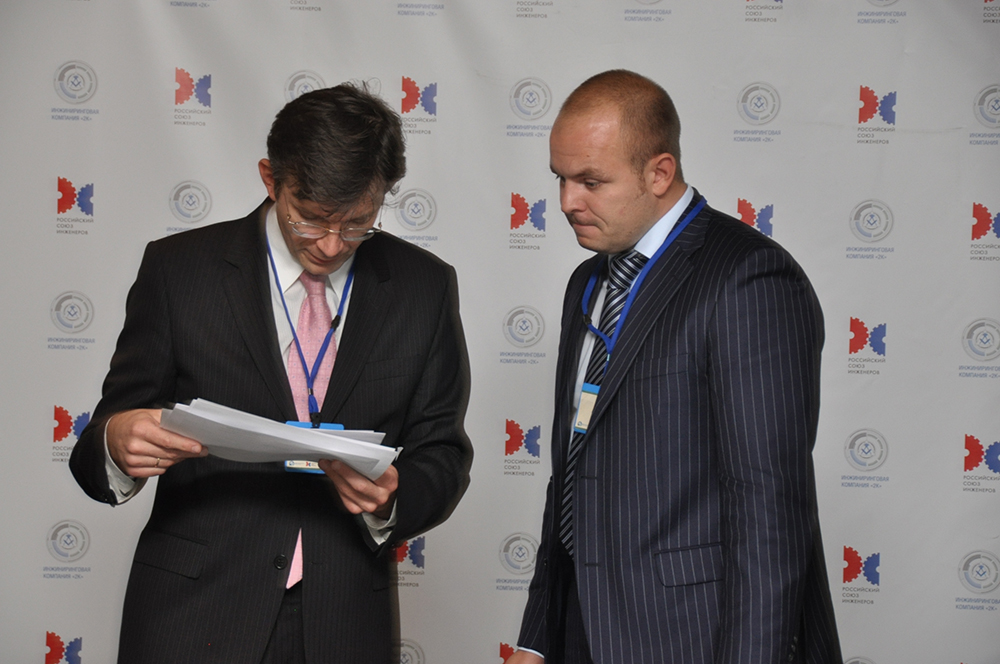
El representante de la oficina Citigroup De Moscú se comunica con los representantes de URI

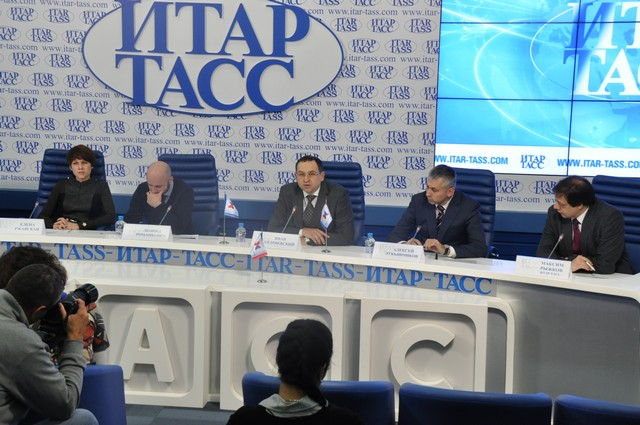
Rueda de prensa de la Unión Rusa de Ingenieros dedicó a «calificación general atractivo del entorno de vida urbana hasta 2012»

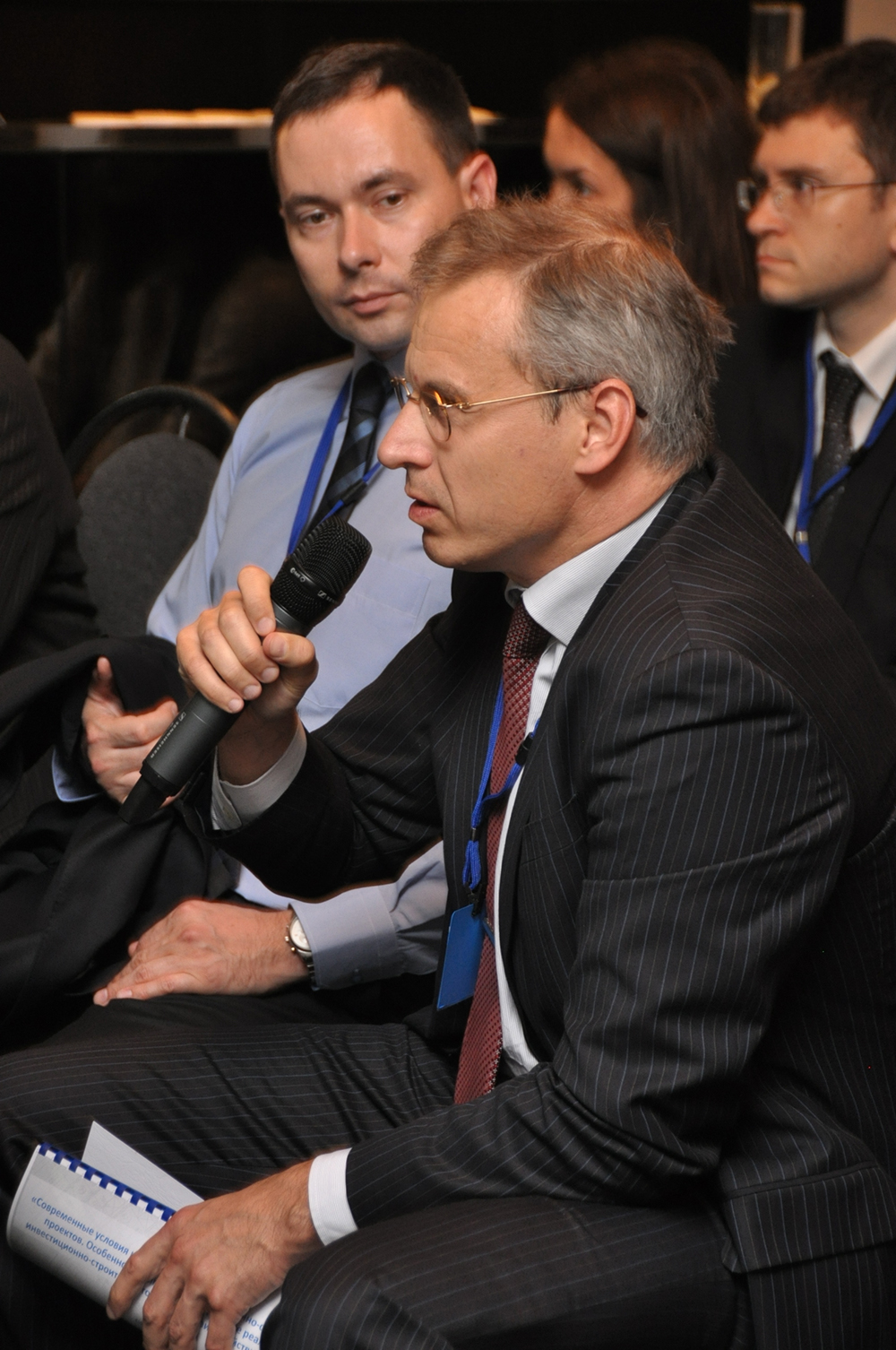
Los Representantes el business de la comunidad de Rusia aceptan la participación activa en la discusión por el tema del seminario

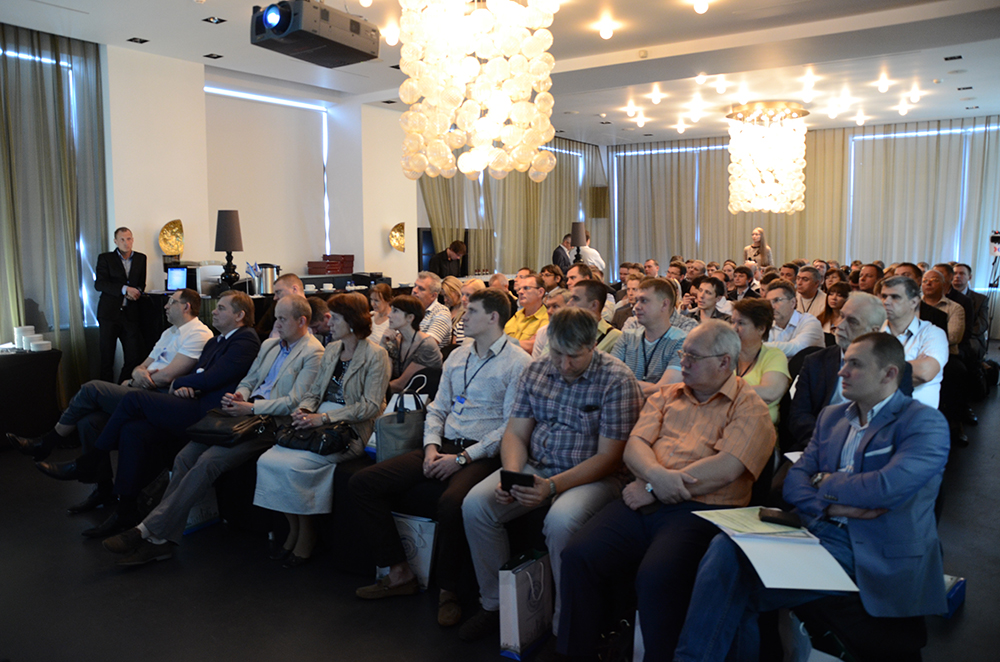
Los participantes del seminario de la Unión Rusa de los Ingenieros

## Los objetivos y la tarea de la Unión Rusa de los Ingenieros
El objetivo principal del trabajo de la Unión Rusa de los ingenieros es la creación de la comunidad consolidada de los ingenieros de la Federación Rusa sobre la base de los valores únicos y los principios modernos de la autonomía, y así como su integración en la comunidad internacional de ingeniería. A otros objetivos importantes del trabajo se refiere también:
1. El estudio de las necesidades de la comunidad de ingeniería y los problemas, con que se encuentran los ingenieros rusos;
2. El aumento del nivel de los conocimientos de ingeniería y la ayuda a la enseñanza;
3. La organización de las discusiones públicas por las cuestiones de actualidad, que tocan el desarrollo de la economía y la producción industrial;
4. La defensa y el avance de los intereses de los miembros de la Unión en legislativo y los órganos ejecutivos del poder estatal y la autonomía local;
5. La cooperación USI con las organizaciones públicas y sindicales, el trabajo del mejoramiento de la paga y las condiciones del trabajo de los ingenieros, la defensa de los intereses de los ingenieros en las organizaciones comerciales;
6. La participación en la elaboración y la preparación de las decisiones federales, regionales y locales por las preguntas que tocan la actividad ingeniera-técnica,

el anuncio de la opinión pericial de la Unión hasta los órganos del poder; 
1. La realización de las pruebas periciales públicas de los proyectos y el estudio de la opinión pública por aquellas preguntas que se refiere a la competencia de la Unión;
2. La actividad pericial de la Unión en la preparación de las decisiones que tocan el desarrollo la formación de ingeniería en Rusia;
3. La participación de los expertos de la Unión en la fabricación de los nuevos estándares de la formación de ingeniería y técnica;
4. El desarrollo de la ingeniería y el espíritu de invención, el desarrollo de la esfera de los trabajos de investigación científica y las elaboraciones expertas de construcción, la ayuda al progreso científico técnico en la Federación Rusa;
5. La ayuda al desarrollo de la producción industrial, la formación de las condiciones favorables para la reconstitución de las posiciones de Rusia en calidad de la potencia principal industrial;
6. La ayuda al desarrollo de la construcción en el campo de la industria, la energética, el transporte y la agricultura;
7. La ayuda al desarrollo de las relaciones internacionales de la Federación Rusa;
8. El apoyo de la actividad de los órganos legislativo y el poder ejecutivo por la modernización de la industria rusa;
9. El prestar de la ayuda jurídica a los ingenieros rusos al registro de las patentes y las invenciones;
10. La ayuda a los ingenieros rusos y los inventores en la búsqueda de los inversores;
11. El refuerzo de las posiciones del país en la comunidad internacional ingeniera-técnica y el establecimiento de los contactos con las organizaciones internacionales de ingeniería y las asociaciones;
12. El desarrollo del cambio internacional científico técnico;
13. El avance de las elaboraciones de los ingenieros rusos en la arena internacional, el aumento del potencial técnico y científico del país;
14. La ayuda a la atracción de las inversiones en la economía rusa;
15. La ayuda a los proyectos de inversiones.

Así, en la actividad de URI se separan las direcciones siguientes claves:
- la actividad pública — la actividad pública de URI consiste en la actualización de las necesidades y los problemas de la comunidad de ingeniería, la ayuda del desarrollo de los programas separados, incluso el nivel internacional;
- la interacción con los órganos del poder estatal, regional y municipal — esta dirección es necesaria para el avance de los intereses de la comunidad de ingeniería en legislativo y los órganos ejecutivos del poder estatal y la autonomía local, también para la participación de la Unión en la elaboración, la preparación o la apreciación pericial de las actas normativas federales, regionales y locales;
- la actividad de investigación científica — la actividad de URI de investigación científica es dirigida a la gestión, la organización, la elaboración y la realización de las investigaciones del carácter de ingeniería, comenzando de Investigación y Desarrollo (ID), acabando de las investigaciones con ramas estrechas en el campo de la producción material;
- el trabajo pericial — la preparación de las conclusiones periciales;
- la actividad internacional — la actividad de organización por la alineación de las relaciones de compañero y el cambio para los conocimientos de ingeniería entre la comunidad rusa científicamente de ingeniería y sus colegas de otros países;
- la ayuda a las inversiones.

En concordancia con el Estatuto de URI, el órgano superior que dirige es el Congreso de la Unión. El congreso se reúne una vez en 5 (cinco) años. El Congreso extraordinario se reúne por la decisión de la Presidencia, el Presidente o el Primer Vicepresidente de la Unión, por la exigencia escrita de la comisión de auditoría de la Unión o por la exigencia escrita más de mitad de las secciones regionales de la Unión. Los órganos de la dirección de la Unión son: el Congreso de la Unión, la Presidencia de la Unión, la Oficina de la Presidencia de la Unión. Desde 2013 el Presidente de la Unión es Nikolay Koryagin, el Primer vicepresidente es Iván Andrievsky, el vicepresidente — el secretario responsable – es Konstantín Kovalev.
El avance eficaz de la Unión Rusa de los Ingenieros es abastecido de la Compañía De ingeniería "2К".

## La interacción con los órganos legislativo y el poder ejecutivo
Los miembros de la Unión Rusa de los Ingenieros forman parte:
De los consejos periciales de la Duma Estatal de la Federación Rusa:
- el Consejo Pericial de la actividad de urbanística al Comité de la Duma Estatal de las relaciones agrarias y la construcción;
- el consejo Pericial al Comité de la Duma Estatal de la energética. La sección sobre el mantenimiento legislativo de la rama de petróleo;
- el consejo Pericial de la legislación de inversiones al Comité de la Duma Estatal del mercado financiero;
- el consejo Pericial del Comité de la Duma Estatal del presupuesto y los impuestos;
- el consejo Pericial de la legislación de la actividad bancaria y la auditoría al Comité de la Duma Estatal del mercado financiero;
- el consejo Pericial de las inversiones del Comité de la Duma Estatal de la política económica, el desarrollo de innovación y la empresa;
- el consejo Pericial de la economía de camino y la infraestructura logística al Comité de la Duma Estatal de las relaciones agrarias y la construcción;
- el consejo Pericial al Comité de la Duma Estatal de la energética. La sección sobre el mantenimiento legislativo de la rama de carbón;
- el consejo Pericial sobre la metalurgia y la industria minera al Comité de la Duma Estatal de la industria;
- el consejo Pericial al Comité de la Duma Estatal del transporte. La sección de la seguridad de transporte.

De los consejos periciales de la Duma de la ciudad de Moscú:
- el consejo Pericial a la comisión de la propiedad del estado y la explotación del suelo del consejo municipal de Moscú;
- el consejo Pericial a la comisión del desarrollo perspectivo y la urbanística de la Duma de la ciudad de Moscú.

De los consejos periciales de la Duma de la Óblast de Moscú:
- el consejo Pericial al Comité de la economía, la empresa y la política de inversiones de la Duma de la Óblast de Moscú.

De la agencia federal por la construcción y la administración de servicios comunales:
- los Miembros del Colegio de la Agencia federal por la construcción y la administración de servicios comunales.

## Las posibilidades de la Unión Rusa de los Ingenieros
Las posibilidades de la unión Rusa de los ingenieros son condicionadas por su autoridad de la comunidad rusa y las posibilidades de sus miembros numerosos y los partidarios. Los miembros Ruso la unión de los ingenieros son a los participantes activos de las comunidades periciales de Rusia sobre la construcción y la modernización industrial, participan en la multitud de proyectos, poseen el volumen considerable de los conocimientos y la información, que contribuye a la realización exitosa de los proyectos de inversiones.
Los miembros de la Unión Rusa de los Ingenieros asumen la posición activa vital, contribuyen al desarrollo de la economía de Rusia.

## Los proyectos públicos de la Unión Rusa de los Ingenieros
21/11/2012 en el museo Politécnico la Unión Rusa de los ingenieros regalaba el índice de audiencia General del atractivo de las ciudades rusas por 2011, que ha suscitado el interés grande por parte de la comunidad ancha, el medio masivo de comunicación y los órganos local, regional y la autoridad federal.
20.05.2013г. El Ministerio de Desarrollo Regional de la Federación Rusa, el Régimen estatal de Rusia, la Unión Rusa de los Ingenieros y los especialistas de la universidad de Moscú estatal de М.V. Lomonosov han elaborado el índice de audiencia y la metodología de la apreciación de la cualidad del medio urbano de la residencia y han pasado la apreciación de 50 ciudades mayores de Rusia. En el este trabajo se usaban elaborado por la Unión la metodología de la apreciación la cualidad del medio urbano de la habitación y el Umbral del atractivo de las ciudades. La creación del índice de audiencia era condicionada:
- por la tarea del Presidente de la Federación Rusa formulado en el punto 1 de los Encargos del Presidente de la Federación Rusa N.º Pr-534 del 29 de febrero de 2012 dado a los órganos al poder ejecutivo según los resultados de la conferencia «Sobre las medidas de la realización de la política de vivienda» del 14 de febrero de 2012.
- por la tarea del Presidente del Gobierno de la Federación Rusa formulado en el punto 4 de la lista de los encargos del Presidente del Gobierno de la Federación Rusa del 20 de marzo de 2012 N.º VP-P9-1581 «Sobre la elaboración de la metodología de la apreciación de la cualidad del medio urbano de la residencia y la realización de tal apreciación en las grandes ciudades de Rusia».

## La actividad internacional
Por la dirección más importante del trabajo de URI es la actividad internacional dirigida a la creación y el refuerzo de las relaciones entre la comunidad de los ingenieros rusos y sus colegas de otros países, también el desarrollo de las relaciones con las organizaciones internacionales de ingeniería, tales como: ORGALIME'Organisme de Liaison des Industries Métalliques Européennes', FEANIFédération Européenne d'Associations Nationales d'Ingénieurs / European Federation of National Engineering Associations e IAENG The International Association of Engineers. Con este objetivo URI organizará:
- las conferencias internacionales y los foros;
- las exposiciones y la medida del carácter de exposición;
- crea los grupos de trabajo de tales personas interesadas como "Rusia-Europa", "Rusia-EEUU"; "Rusia-Asia y oceania", "Rusia-África",
- concede a las personas interesadas la información actual;
- prepara las conclusiones periciales;
- forma las recomendaciones profesionales.

## La ayuda a las inversiones extranjeras y los proyectos en el territorio de la Federación Rusa
El atractivo de las inversiones en la economía Rusa es condicionado por los recursos naturales ricos, los territorios extensos no asimilados, un alto nivel de la formación de los cuadros en la combinación con el sueldo relativamente bajo en el nivel local, también considerable interior por el mercado de venta.
En el producto global sumario de "los nuevos mercados mundiales» la parte de Rusia es estable compone cerca de 20 %. La base moderna jurídica que presta al apoyo las inversiones extranjeras es la ley "Sobre las inversiones extranjeras en la Federación Rusa" y aún más 30 Decretos del Presidente de la Federación Rusa equivalente a las leyes.
La Unión Rusa de los Ingenieros presta ayuda a las inversiones extranjeras en la economía de Rusia, en calidad del consultante independiente profesional y el proveedor por la vía:
- del prestar de la ayuda consultiva y jurídica a los inversores extranjeros en las preguntas de la preparación de los proyectos de inversiones y la creación de las empresas comunes;
- del apoyo pericial en la elección de los socios;
- la consulta de los inversores sobre los aspectos ingenieros-técnicos de la realización de los proyectos;
- las adaptaciones de los proyectos extranjeros en concordancia con los estándares rusos, las reglas y los reglamentos técnicos;
- la ayuda a las preguntas del registro, la estandarización, el licenciamiento y la certificación;
- las guardias de la propiedad intelectual de los inversores extranjeros;
- las recomendaciones sobre el uso de las zonas especiales económicas y otras posibilidades legales;
- las defensas de las inversiones extranjeras en concordancia con la legislación de la Federación Rusa.

La ayuda a los inversores extranjeros realiza la Unión Rusa de los Ingenieros en concordancia con la legislación rusa y las reglas elaboradas por Organización de las Naciones Unidas para el Desarrollo Industrial, tomando en cuenta los rasgos de la legislación de cada sujeto de la Federación Rusa en que territorio se realiza el proyecto.

## Las prioridades de una rama de la industria de la Unión Rusa de los Ingenieros
La ayuda a las inversiones extranjeras la Unión Rusa de los Ingenieros (URI) presta en el campo de la construcción industrial, energética, de transporte, civil y de agricultura, el desarrollo de la administración de servicios comunales y los territorios de la ciudad. La atención considerable es concedida a las preguntas de la exportación de las novísimas tecnologías, los materiales de construcción modernos, la nueva energética y las tecnologías dirigidas al desarrollo del bienestar social y la seguridad de la persona.
URI presta ayuda en la industria de gás y petróleo, los ingenieros energéticos, la metalurgia y la rama minera, la industria química, la construcción de maquinaria, el enlace y las telecomunicaciones, la industria que transforma, la construcción y la industria de los materiales de construcción, la rama de transporte, la aviación, la construcción de barcos y la industria automovilística, las ramas de bosque y de agricultura, la industria médica y la farmacia.

## la interacción de la Unión Rusa de los Ingenieros con otras organizaciones sociales
Con el fin de la asociación de la sociedad científica y de ingeniería de Rusia con las estructuras de inversiones y financieras, URI coopera activamente con el Club Ruso de los Directores Financieros.